# Waldemar Johanson
August Waldemar Johanson, född 14 januari 1883 i Stockholm, död 6 september 1955 i Stockholm, var en svensk arkitekt.

## Biografi
Johanson examinerades från Tekniska skolan 1904 och anställdes av Rudolf S. Enblom hos vilken han stannade till 1906. Åren 1907–1910 arbetade han hos Ludwig Peterson. Han var tillfällig elev på Kungliga tekniska högskolan 1910–1912 och arbetade därefter två år, 1912–1914, hos professor Isak Gustaf Clason. Mellan 1914 och 1931 var han arkitekt på husbyggnadsavdelningen vid Stockholms stads fastighetskontor och 1931–1943 var han föreståndare vid sjukdirektionens arkitektkontor (Stockholms stads sjukhuskommitté). År 1930 gjorde han en studieresa i USA för att studera sjukhus och 1934 gjorde han studieresor i Danmark, Tyskland, Schweiz och Italien. Från 1915 var han medlem i STF, Svenska Teknologföreningen. Waldemar Johanson är begravd på Solna kyrkogård.

## Verk i urval
- Liljeholmens brandstation (f.d. brandstationen vid Liljeholmen) i Gröndal, Stockholm (1916),
- Adventskyrkan i Stockholm 1923,[3]
- Flera byggnader vid Sabbatsbergs sjukhus där han ritade Röda Korsets sjuksköterskeskola (tillsammans med Gustaf Améen (1925),
- Elev- och sjuksköterskehem vid Sabbatsberg (1927),
- Patologiska institutionen vid Sabbatsberg (1934),
- Eastmaninstitutet (1936)
- Han upprättade också ett förslag till uppförandet av ett nytt storsjukhus på området som aldrig genomfördes.

Han ritade även kiosker åt Pressbyrån och ett 20-tal funktionalistiska kiosker kom att uppföras runt om i huvudstaden. Den enda kvarvarande av dessa kiosker står idag på Saltsjöbanans station Lillängen. Bland bostadshusen han ritade kan nämnas Dalagatan 90 som stod klart 1924. Det är hus med festonger och tunna pilastrar över flera våningar med ett högt uppstickande gavelkrön som blev möjligt genom den nya stadsplanelagen som antogs 1907.

## Bilder, verk i urval

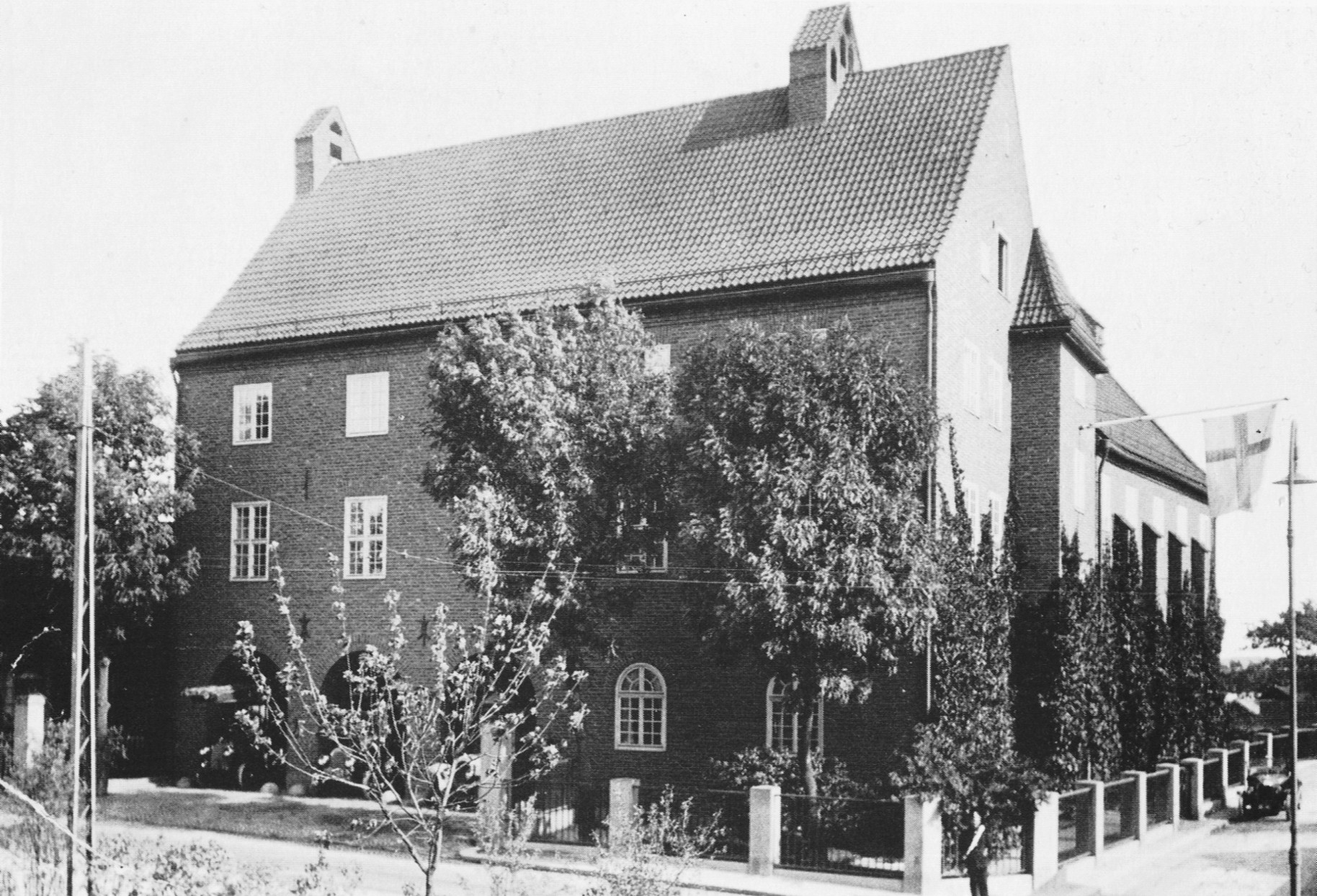
Liljeholmens brandstation.
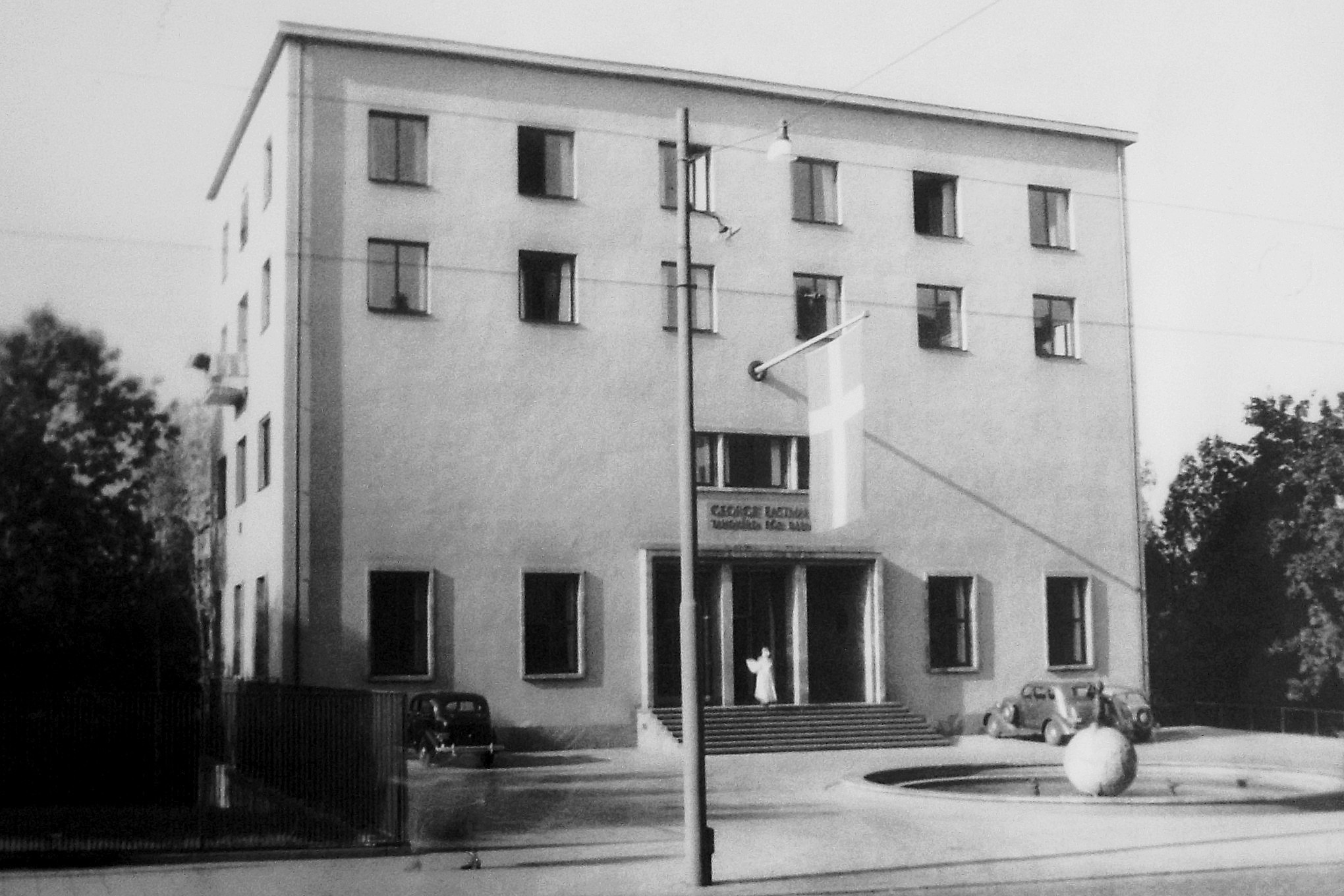
Eastmaninstitutet
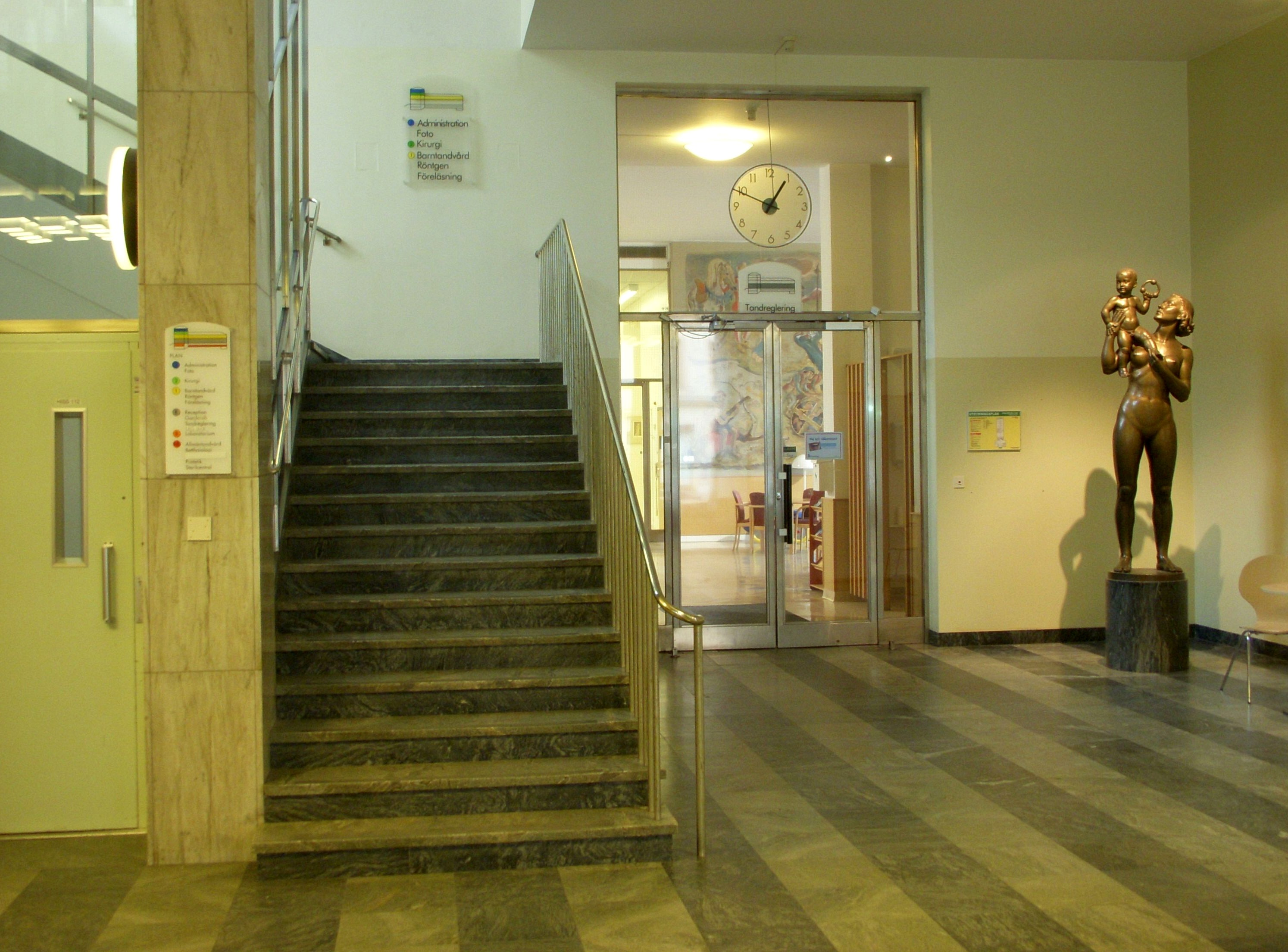
Eastmaninstitutet
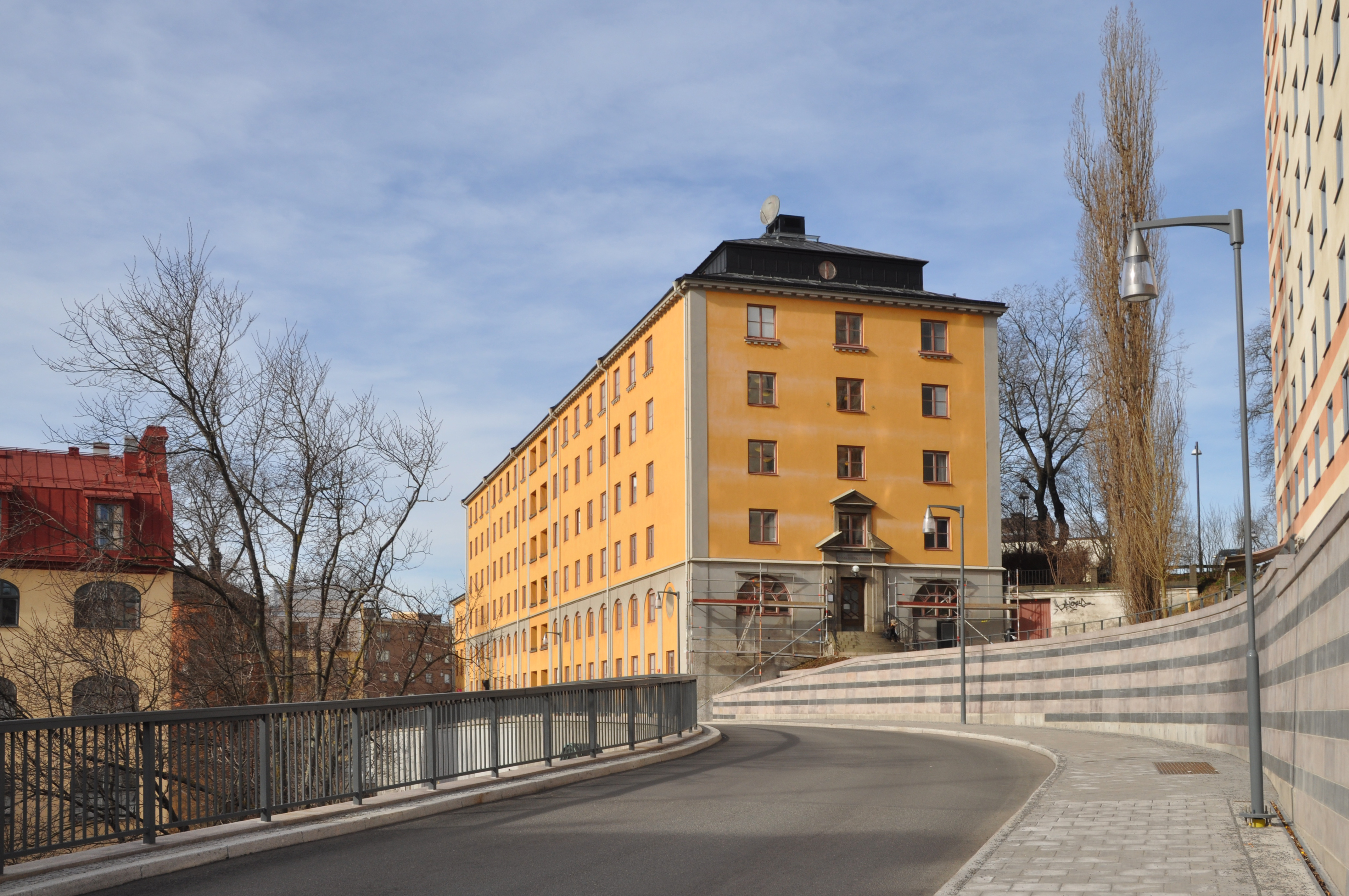
Sabbatsbergs sjukhus
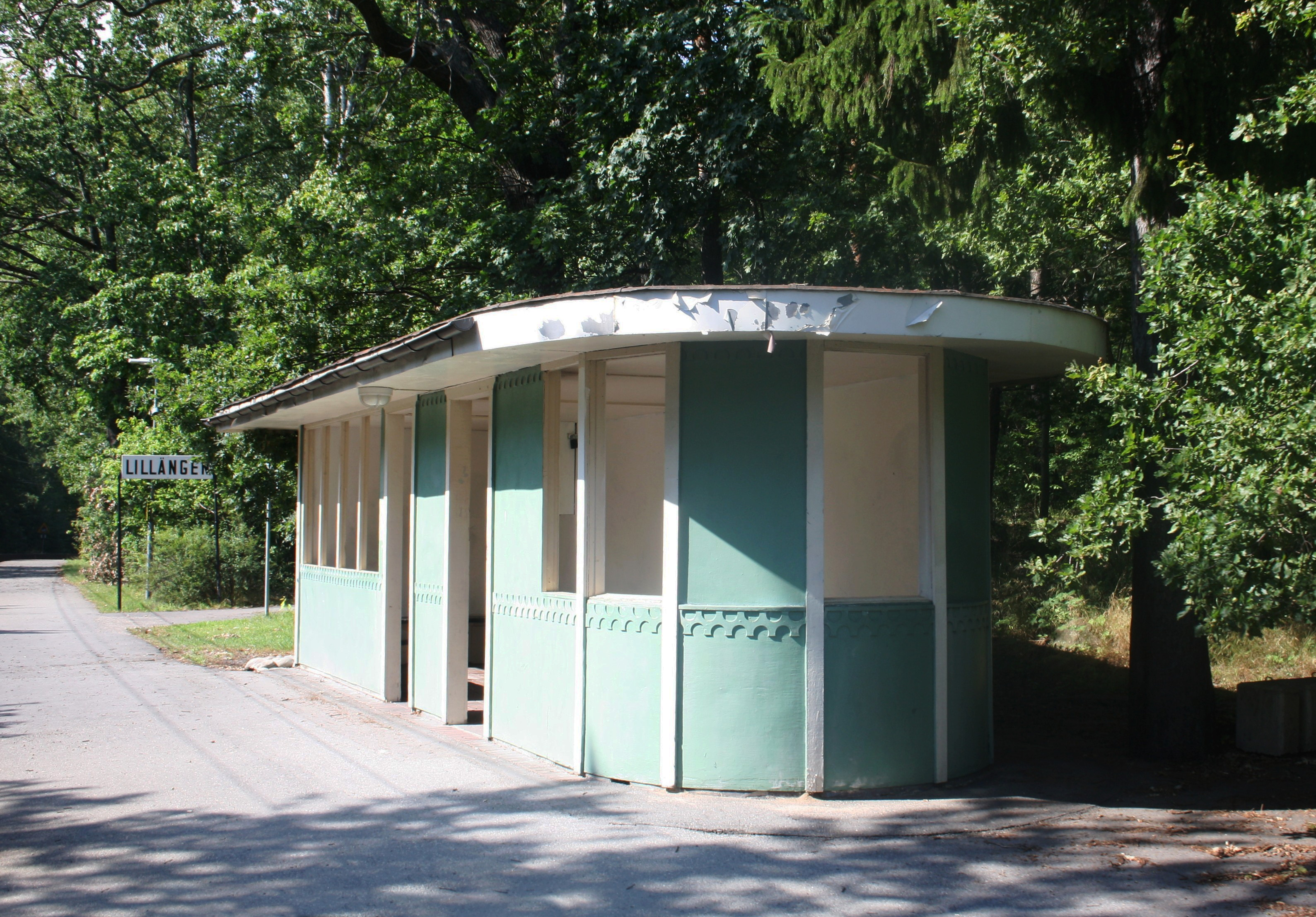
Lillängens kiosk